# Brabantse Pijl 2023
De wielerwedstrijd de Brabantse Pijl vond in 2023 plaats op 12 april. Er was zowel een mannen- als een vrouweneditie.

## Mannen
Bij de mannen was het de 63e editie van deze wedstrijd. De Fransman Dorian Godon kwam als eerste over de streep, nadat hij zijn medevluchter Ben Healy versloeg in een korte sprint. Ploeggenoot van Godon, Benoît Cosnefroy kwam als derde over de finish. De wedstrijd was onderdeel van de UCI ProSeries.

### Uitslag
| Plaats  | Naam             | Ploeg                  | tijd     |
| ------- | ---------------- | ---------------------- | -------- |
| Winnaar | Dorian Godon     | AG2R-Citroën           | 4u51'10" |
| 2       | Ben Healy        | EF Education-EasyPost  | +1"      |
| 3       | Benoît Cosnefroy | AG2R-Citroën           | +21"     |
| 4       | Rémi Cavagna     | Soudal-Quick Step      | +24"     |
| 5       | Axel Zingle      | Cofidis                | +25"     |
| 6       | Alexander Kamp   | Tudor Pro Cycling Team | z.t.     |
| 7       | Arnaud De Lie    | Lotto-Dstny            | z.t.     |
| 8       | Andrea Bagioli   | Soudal-Quick Step      | z.t.     |
| 9       | Toms Skujiņš     | Trek-Segafredo         | z.t.     |
| 10      | Kim Heiduk       | INEOS Grenadiers       | z.t.     |
|         |                  |                        |          |
| 30      | Wout Poels       | Bahrain-Victorious     | + 46"    |

## Vrouwen
Bij de vrouwen was het de 6e editie van deze wedstrijd die onderdeel was van de UCI Women's ProSeries. De Italiaanse Silvia Persico wist in een sprint titelverdedigster Demi Vollering en Duits kampioene Liane Lippert voor te blijven en won zodoende de race. Zij is hiermee de tweede Italiaanse die deze race wint. In 2018 won haar landgenote Marta Bastianelli de eerste editie.

### Deelnemende ploegen
Veertien van de vijftien ploegen van de World Tour namen deel, enkel Human Powered Health was afwezig. Verder stonden tien continentale ploegen op de startlijst, waaronder vier Belgische en het Nederlandse Parkhotel Valkenburg.
| UCI-World Tourteams        | UCI-World Tourteams | UCI-teams                      | UCI-teams                         |
| -------------------------- | ------------------- | ------------------------------ | --------------------------------- |
| Canyon-SRAM                | Jumbo-Visma         | AG Insurance-Soudal Quick-Step | Lifeplus Wahoo                    |
| DSM                        | Liv Racing TeqFind  | Arkéa                          | Lotto Dstny Ladies                |
| EF Education               | Movistar            | Cofidis                        | Parkhotel Valkenburg              |
| FDJ-Suez                   | SD Worx             | Coop-Hitec Products            | Proximus-Alphamotorhomes-Doltcini |
| Fenix-Deceuninck           | Trek-Segafredo      | Duolar-Chevalmeire             | Top Girls Fassa Bortolo           |
| Israel Premier Tech Roland | UAE Team ADQ        |                                |                                   |
| Jayco AlUla                | Uno-X               |                                |                                   |

### Uitslag
| Plaats  | Naam                  | Ploeg                | tijd     |
| ------- | --------------------- | -------------------- | -------- |
| Winnaar | Silvia Persico        | UAE Team ADQ         | 3u37'07" |
| 2       | Demi Vollering        | Team SD Worx         | z.t.     |
| 3       | Liane Lippert         | Movistar Team        | z.t.     |
| 4       | Elise Chabbey         | Canyon//SRAM Racing  | +2"      |
| 5       | Shirin van Anrooij    | Trek-Segafredo       | z.t.     |
| 6       | Marlen Reusser        | Team SD Worx         | +3"      |
| 7       | Margot Vanpachtenbeke | Parkhotel Valkenburg | +13"     |
| 8       | Victoire Berteau      | Cofidis              | +25"     |
| 9       | Soraya Paladin        | Canyon//SRAM Racing  | z.t.     |
| 10      | Mischa Bredewold      | Team SD Worx         | z.t.     |

1961 · 1962 · 1963 · 1964 · 1965 · 1966 · 1967 · 1968 · 1969 · 1970 · 1971 · 1972 · 1973 · 1974 · 1975 · 1976 · 1977 · 1978 · 1979 · 1980 · 1981 · 1982 · 1983 · 1984 · 1985 · 1986 · 1987 · 1988 · 1989 · 1990 · 1991 · 1992 · 1993 · 1994 · 1995 · 1996 · 1997 · 1998 · 1999 · 2000 · 2001 · 2002 · 2003 · 2004 · 2005 · 2006 · 2007 · 2008 · 2009 · 2010 · 2011 · 2012 · 2013 · 2014 · 2015 · 2016 · 2017 · 2018 · 2019 · 2020 · 2021 · 2022 · 2023 · 2024
Ronde van San Juan ·
Ronde van Valencia ·
Clásica de Almería ·
Ronde van Oman ·
Ronde van de Algarve ·
Ruta del Sol ·
Faun Ardèche Classic ·
La Drôme Classic ·
Kuurne-Brussel-Kuurne ·
Trofeo Laigueglia ·
Milaan-Turijn ·
Nokere Koerse ·
GP Denain ·
Bredene Koksijde Classic ·
GP Industria & Artigianato-Larciano ·
Grote Prijs Miguel Indurain ·
Scheldeprijs ·
Brabantse Pijl ·
Ronde van de Alpen ·
Grote Prijs van Plumelec ·
Tro Bro Léon ·
Ronde van Hongarije ·
Vierdaagse van Duinkerke ·
Boucles de la Mayenne ·
Ronde van Noorwegen ·
Brussels Cycling Classic ·
Dwars door het Hageland ·
Ster ZLM Tour ·
Ronde van België ·
Ronde van Slovenië ·
Ronde van het Qinghaimeer ·
Ronde van Wallonië ·
Ronde van Burgos ·
Ronde van Denemarken ·
Arctic Race of Norway ·
Ronde van Duitsland ·
Maryland Cycling Classic ·
Ronde van Groot-Brittannië ·
Grote Prijs van Fourmies ·
Grote Prijs van Wallonië ·
Coppa Sabatini ·
Super 8 Classic ·
Ronde van het Taihu-meer ·
Ronde van Luxemburg ·
Circuit Franco-Belge ·
Ronde van Langkawi ·
Ronde van Emilia ·
Coppa Bernocchi ·
Ronde van de Drie Valleien ·
Ronde van het Münsterland ·
Ronde van Piemonte ·
Ronde van Hainan ·
Parijs-Tours ·
Ronde van Veneto ·
Japan Cup ·
Veneto Classic
Wielerweek van Valencia · 
Nokere Koerse · 
Dwars door Vlaanderen · 
Brabantse Pijl · 
Festival Elsy Jacobs · 
Clásica Féminas de Navarra · 
Ronde van Thüringen · 
Ronde van Emilia